# Бой на Малка Нидже
Боят на Малка Нидже още известен като Битка при Горничево е първата битка от Офанзивата при Битоля. Боят трае три дни и приключва с победа на силите на Антантата.

## Прелюдия
Българските сили на територията на Македония представляват дясното крило на първа българска армия. Те са в състав трета пехотна бригада от Шеста пехотна бдинска дивизия, подсилена с трета конна бригада, Осма тунджанска дивизия и първа пехотна бригада от Трета пехотна балканска дивизия. Всички общо около 36 пехотни батальона, 30 артилерийски установки, 74 картечници и 10 кавалерийски ескадрона. Фронтовата линия, която защитават е с дължина 79 километра, което означава, че е леко защитавана. Армията като цяло оперира в планински район, но липсва достатъчно планинска артилерия.
Силите на Антантата се състоят от Трета сръбска армия в състав Вардарската, Дунавската и Дринската пехотни дивизии под командването на генерал Павле Щурм, които са на първа линия и Моравската дивизия, която стои на втора линия. Сърбите трябва да участват в главната атака в направление Малка Нидже и Горничево. Директно срещу тях на 10 километрова фронтова линия са първа (двадесети и трети и тридесети пехотен полк) и втора (десети пехотен полк) пехотни бригади на българската осма тунджанска дивизия и половин пехотен батальон подкрепян от 15 артилерийски батареи на първа линия и резерв от три батальона (дванадесети пехотен полк) на втора линия.
На югоизток от Островското езеро са силите на генерал Виктор Луи Кордоние, които се състоят от френските 156-а и 57-а пехотни дивизии и са подкрепяни от руска пехотна бригада. Тяхната цел е района на Мала река. Срещу тях на 20 километрова линия са три батальона, три артилерийски батареи и шест конни ескадрона на първа линия подкрепяни от още три и половина батальона с пет артилерийски батареи на втора линия. В добавка на източната страна на езерото между двете главни съюзнически сили е сръбска конна дивизия с четири разгънати ескадрона и 12 в готовност.
За двете посоки на защита българите могат да разчитат на военен резерв от 4 и половина батальона и една планинска батарея на трета линия.

## Битката
Рано сутринта на 12 септември 1916 година в сектора Малка Нидже съюзническата артилерия започва подготвителна артилерийска стрелба срещу двете български пехотни бригади разположени там. Това продължава с различна интензивност и точност почти целия ден. Сръбската пехота използва това, за да премине през бодливата тел поставена от българската армия на западния фланг и да постигне ограничени придобивки в центъра поради българския артилерийски огън в този момент. Българската контраатака е отложена и започва вечерта. Тя успява временно да възвърне предишните позиции, но под тежкия артилерийски огън с много жертви (около 400 убити, ранени или изчезнали) се оттеглят от позициите.
Заедно със сръбската атака срещу Горничево френските и руските сили започват свое напредване и бързо преодоляват първата българска линия принуждавайки главните сили да отстъпят към главната защитна линия на Мала река.
На 13 септември съюзническата артилерия продължава своя бараж, а сърбите използват времето, за да се приближат още повече до българските позиции. До края на деня българските войници се оттеглят до главната защитна линия при Малка Нидже.
На 14 септември съюзническата артилерия започва отново действията си и причинява сериозни вреди на българските батареи, което понижава тяхната способност да подкрепят българската пехота. Сръбската пехота започва атаката си в 10 сутринта и успява да навлезе на 800 метра навътре във фронтовата линия, която не е подсилена, нито е охранявана от достатъчно брой войници от 23 и 30 пехотни полка. Българските роти, които са изпратени, за да запушат пробива не успяват и скоро всички български сили в района започват да отстъпват. Дори войските, които обслужват батареите напускат и изоставят оръдията, които оставят в ръцете на сръбските войски. Това заплашва защитата на цялата фронтова линия. До вечерта българите отстъпват по цялата линия в посока на Баница и се групират около дивизионния резерв (12 пехотен полк).
Междувременно на югоизток французите и руснаците не успяват да постигнат решаващ пробив и са временно задържани от българската артилерия. Сръбският успех обаче заплашва фланга на българските сили при Мала река и те също решават да се оттеглят.

## Резултат
По време на тридневната битка първа и втора бригада от осма тунджанска дивизия губят средно около 21% от състава си и изоставят много оръдия, което допълнително ги отслабва, въпреки че успяват да се укрепят на нови позиции около Лерин. Тяхната загуба принуждава западните части на дясното крило на българската първа армия също да се оттеглят и по този начин да отворят пътя за по-нататъшните съюзнически атаки, които прерастват в тримесечното „Битолско настъпление“.

### Загуби
В това сражение пехотните полкове губят 1683 войници убити, ранени и изчезнали, а освен големия брой изоставени оръдия артилерийските части губят също 74 души убити и ранени.
| 10-и пехотен полк (3 дружини)    | 2535 | 506  | 2   | 508  |
| 30-и пехотен полк (4 дружини)    | 3380 | 658  | 153 | 811  |
| 23-ти пехотен полк (2,5 дружини) | 2212 | 254  | 110 | 364  |
| Общо загуби                      | 8127 | 1418 | 265 | 1683 |